# Höf-Präbach
Höf-Präbach est une ancienne commune autrichienne du district de Graz-Umgebung en Styrie.